# 保留聖歌
保留聖歌（希伯來語：‎，羅馬化：Zemirot/Z'miros），指犹太赞美诗，通常以希伯来语或阿拉姆語演唱，但有时也以意第绪语或拉丁语演唱。最有名的保留聖歌是在安息日、节慶上期间围着桌子唱的那些。安息日的保留聖歌，包含在安息日三頓義務性膳食，即周五晚餐、周六午餐和周六下午日落前的第三顿安息日餐。在某些版本的猶太祈禱書中，赞美诗歌词會印在每餐祈祷 (‎) 之后。
阿什肯納茲犹太人通常使用保留聖歌一词，指涉安息日餐桌歌曲。塞法迪犹太人則使用保留聖歌一词，指涉晨禱中的圣歌，而其他猶太社群以塔木德的《晨禱詩集》（‎）稱呼之。  塞法迪社群稱呼禮儀外的傳統歌謠為‎。
意第绪语中，保留聖歌也拚作「‎」。 

## 历史
保留聖歌，作为家庭礼拜形式，不亞於犹太會堂的唱詩。将詩歌纳入安息日的味觉仪式，咸認助于实现犹太人的宗教愿望，將家庭餐桌变成圣殿祭坛。13世纪初左右的法国北部文本《‎》中，便出現保留聖歌。《‎》包括一套固定的日间和晚餐歌曲曲目，作为拉比的措施，旨在创造一種家庭礼拜仪式，以及為此所用的歌曲文本，特别是来自伊本·埃茲拉等拉比的诗歌.  根據拉比沃姆斯的以利亞撒，保留聖歌還可用于分隔安息日午餐，和第三餐，或代替餐后的恩典。